# Змова Челламаре

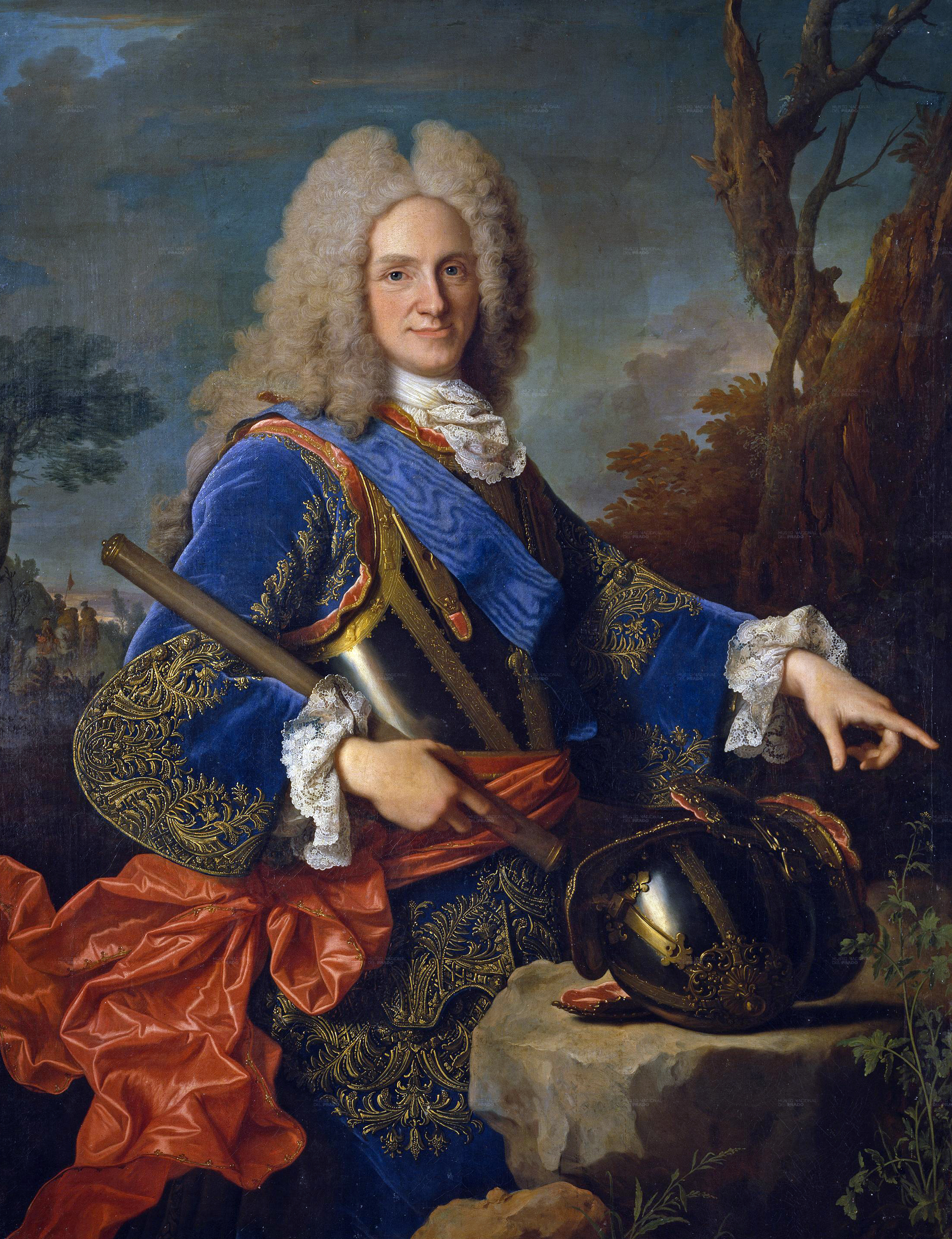
Король Іспанії Філіп V, в інтересах якого була влаштована змова Челламаре

Змова Челламаре (фр. Conspiration de Cellamare ) — політичний зговір у Франції, інспірований Іспанією в 1718 році з метою зняття Філіппа II Орлеанського (1674—1723) з посади регента Французького королівства.
Змова була названа за іменем Антоніо дель Джудіче, князя Челламаре (фр. Селламар), який був послом короля Філіпа V Іспанського у Франції.

## Історія
Князь Антоніо ді Челламаре, був призначений іспанським послом у Франції в 1715 році, ще за життя Людовика XIV. Після смерті короля Людовик XIV у вересні того ж року для його 5-річного спадкоємця Людовика XV був призначений регент, герцог Орлеанський, який доводився племінником (а також зятем) померлому королю Людовику XIV. Таким чином, князь Челламаре прибув до Франції виконувати обов'язки посла вже в епоху регентства Філіппа Орлеанського.
Правлячий в цей період в Іспанії король Філіп V доводився онуком померлому королю Франції Людовіку XIV. Великими зусиллями державного секретаря у закордонних справах Ґійома Дюбуа Франція утворила Четверний союз спільно з Великою Британією, Голландською республікою та Австрією щоб протистояти претензії короля Іспанії Філіпа V на корону Франції в разі смерті молодого короля Людовика XV, незважаючи на те, що король Іспанії за умовами Утрехтського миру відрікся від свого права на престол Франції.

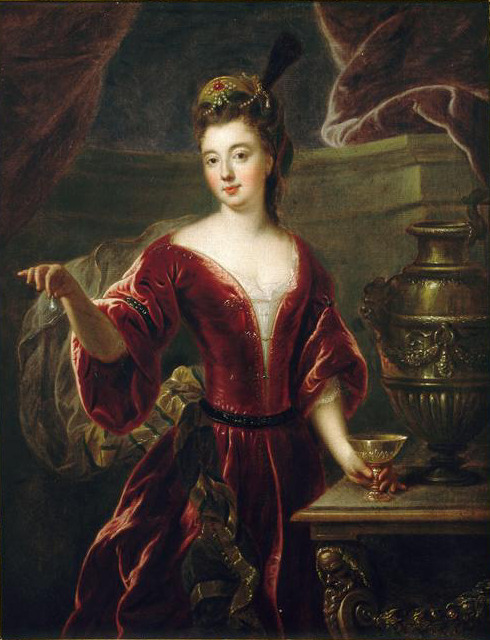
Герцогиня Менська, натхненниця змови

Інтригу проти діючого регента затіяла герцогиня Менська, дружина узаконеного позашлюбного сина Людовика XIV, Луї-Огюста. Вона була обурена тим, що регент, порушуючи передсмертну волю померлого короля, позбавив її чоловіка будь-якого політичного впливу, і почала листування з першим міністром іспанського короля Філіпа V італійським кардиналом Альбероні, фаворитом дружини короля Іспанії Єлизавети Фарнезе.
Спираючись на тверду підтримку посла Іспанії, князя Челламаре, члени оточення герцогині склали план змови. До цього оточення входили фрейліна герцогині баронеса де Сталь, яка залишила після себе цікаві мемуари, кардинал Поліньяк, герцог Рішельє і ще кілька менш значимих персонажів. Змовники будували нездійсненні плани — викрасти регента, змусити визнати регентом Філіпа V, який повинен був скликати Генеральні штати. Виконання плану було таким же недолугим, як і сама ідея. Важливі документи, що компрометують організаторів змови, перед відправкою кардиналу Альбероні в Іспанію, змовники доручили переписувати Жану Бюва (1660—1729), який служив писарем у королівській бібліотеці, який злякався вмісту цих документів і відніс їх міністру Дюбуа. Міністр зняв з документів копії для себе і змусив Бюва щодня приходити і приносити нові документи.
Абат Дюбуа навмисно дозволив змовникам відправити свої депеші, довірені молодому іспанському абату, але доручив затримати того в Пуатьє 5 грудня 1718 року. А 9 грудня регент розпорядився заарештувати князя Челламаре і незабаром після цього вислати його за межі Франції. Вигнані були також й інші учасники змови: герцогиня Менська була відправлена до фортеці Дуллан, його дружина була вислана в Діжон, герцог Рішельє був відправлений до Бастилії.
В силу м'якості характеру Філіпа II Орлеанського всі змовники були через кілька місяців прощені.

## Наслідки змови
9 січня 1719 року Франція оголосила війну Іспанії. Англія в цей час вже перебувала в стані війни, починаючи з 27 грудня 1718 року. В історії ця війна стала відома як Війна четверного альянсу.

## В літературі
Змові Челламаре присвячений історичний роман «Шевальє д'Арманталь», написаний Александром Дюма в 1842 році.